# Filip Knežević
Filip Knežević (in serbo Филип Кнежевић?; Raška, 8 novembre 1991) è un calciatore serbo, centrocampista svincolato.

## Carriera

### Club
Ha giocato nella prima divisione dei campionati serbo ed israeliano.

### Nazionale
Nel 2011 ha giocato 3 partite con la nazionale serba Under-21.

## Palmarès

### Club

#### Competizioni nazionali
- Campionato serbo: 1

Partizan: 2012-2013